# Treynor (Iowa)
Treynor es una ciudad ubicada en el condado de Pottawattamie en el estado estadounidense de Iowa. En el Censo de 2010 tenía una población de 919 habitantes y una densidad poblacional de 611,77 personas por km².

## Geografía
Treynor se encuentra ubicada en las coordenadas 41°13′56″N 95°36′23″O / 41.23222, -95.60639. Según la Oficina del Censo de los Estados Unidos, Treynor tiene una superficie total de 1.5 km², de la cual 1.5 km² corresponden a tierra firme y (0%) 0 km² es agua.

## Demografía
Según el censo de 2010, había 919 personas residiendo en Treynor. La densidad de población era de 611,77 hab./km². De los 919 habitantes, Treynor estaba compuesto por el 99.89% blancos, el 0.11% eran afroamericanos, el 0% eran amerindios, el 0% eran asiáticos, el 0% eran isleños del Pacífico, el 0% eran de otras razas y el 0% pertenecían a dos o más razas. Del total de la población el 0.11% eran hispanos o latinos de cualquier raza.